# Paul Zingtung Grawng
Paul Zingtung Grawng (* 20. März 1938 in Lunghkat; † 24. Oktober 2020 in Mandalay) war ein myanmarischer Geistlicher und römisch-katholischer Erzbischof von Mandalay.

## Leben
Paul Zingtung Grawng empfing am 27. März 1965 die Priesterweihe.
Papst Paul VI. ernannte ihn am 24. Januar 1976 zum Weihbischof in Myitkyina und Titularbischof von Rusguniae. Der Bischof von Myitkyina, John James Howe SSCME, spendete ihm am 3. April desselben Jahres die Bischofsweihe; Mitkonsekratoren waren Gabriel Thohey Mahn-Gaby, Bischof von Rangoon, und Aloysius Moses U Ba Khim, Erzbischof von Mandalay.
Am 9. Dezember 1976 wurde er von Papst Paul VI. zum Bischof von Myitkyina ernannt. Papst Johannes Paul II. ernannte ihn am 24. Mai 2003 Erzbischof von Mandalay. Papst Franziskus nahm am 3. April 2014 seinen altersbedingten Rücktritt an.
Paul Zingtung Grawng war Vorsitzender der Bischofskonferenz von Myanmar von 1982 bis 1992 und von 2006 bis 2012.